# Pacific Daydream
Pacific Daydream es el undécimo álbum de estudio de la banda estadounidense Weezer. Fue lanzado el 27 de octubre de 2017. El álbum fue su segundo lanzamiento de Crush Management y es distribuido por Atlantic Records. El primer sencillo, "Feels Like Summer", fue lanzado el 16 de marzo de 2017. El segundo sencillo "Happy Hour" fue lanzado el 31 de octubre.

## Antecedentes y grabación
Rivers Cuomo comenzó a llenar una carpeta de canciones destinadas a un proyecto más oscuro en 2016 (titulado provisionalmente "The Black Album") pero finalmente completó una segunda carpeta con canciones que eran de diferente calidad primero, lo que finalmente causó la formación de Pacific Daydream. Rivers lo describe como "Beach Boys", abordando "temas más maduros" y "menos días de verano y más noches de invierno". Cuando Cuomo comenzó a escribir y grabar, descubrieron que las canciones eran más". como ensueños de una playa en el fin del mundo [... como si] los Beach Boys y The Clash se enamoraran del océano y tuvieran un infierno de bebé increíble".
Para crear el álbum, Cuomo utilizó varios fragmentos musicales y líricos que había recopilado con el tiempo. Conservó un archivo de ideas de canciones y contrató programadores para organizar una hoja de cálculo de fragmentos de letras por latidos por minuto, sílaba y clave para llamar cuando estuviera atascado. "En lugar de tratar de forzarme a sentirme inspirado, puedo ir a la hoja de cálculo y buscar. Solo los pruebo para ver cuáles funcionan mágicamente".

## Recepción
De acuerdo con Metacritic, Pacific Daydream ha recibido un puntaje agregado de 64/100 basado en 21 revisiones, lo que indica "revisiones generalmente favorables". Jake Kilroy, de Consequence of Sound, lo describe como "un álbum fuerte, pero no un álbum fuerte de Weezer", y agregó: "Pero si alguna vez quisiste escuchar a Weezer en su nivel profesional más agudo, seguramente es eso. No sorprende que Cuomo sea un fanático de éxitos pop como " Call Me Maybe " de Carly Rae Jepsen , ya que Pacific Daydream podría ser más Train que Ozma... Para que la banda tenga todo su potencial, sin embargo, el compositor debe reflexionar más sobre las experiencias más que sobre los momentos en sí".
Saby Reyes-Kulkarni de Pitchfork fue más crítico con el álbum, señalando que "para el segundo álbum en una fila, Cuomo ancla la música más específicamente a California. Claro, eso ha funcionado para decenas de artistas en el pasado, pero una parte crucial de Weezer la apelación fue que uno podía creer que salieron de cualquier garaje en cualquier callejón sin salida bordeado de árboles en cualquier código postal suburbano en los Estados Unidos.

## Lista de canciones
| N.º | Título                  | Duración |  |
| 1.  | «Mexican Fender»        | 3:11     |  |
| 2.  | «Beach Boys»            | 3:51     |  |
| 3.  | «Feels Like Summer»     | 3:15     |  |
| 4.  | «Happy Hour»            | 2:57     |  |
| 5.  | «Weekend Woman»         | 4:05     |  |
| 6.  | «QB Blitz»              | 3:17     |  |
| 7.  | «Sweet Mary»            | 3:42     |  |
| 8.  | «Get Right»             | 3:12     |  |
| 9.  | «La Mancha Screwjob»    | 3:27     |  |
| 10. | «Any Friend of Diane's» | 3:34     |  |

## Posicionamiento en lista
| Lista (2017)                            | Posiciones |
| --------------------------------------- | ---------- |
| Australian Albums (ARIA)                | 64         |
| Bélgica (Ultratop flamenca)             | 93         |
| Bélgica (Ultratop valona)               | 152        |
| Canadá (Billboard Canadian Albums)      | 41         |
| New Zealand Heatseeker Albums (RMNZ)    | 2          |
| Escocia (Scottish Albums Chart)         | 37         |
| Spanish Albums (PROMUSICAE)             | 99         |
| Reino Unido (UK Albums Chart)           | 68         |
| Estados Unidos (Billboard 200)          | 23         |
| Estados Unidos (Top Alternative Albums) | 3          |
| Estados Unidos (Top Rock Albums)        | 4          |

## Personal
Weezer
- Brian Bell - guitarra, coros, teclado, sintetizador
- Rivers Cuomo - guitarra, voz, teclado, sintetizador, piano
- Scott Shriner - bajo, coros, teclado
- Patrick Wilson - batería, voces, percusión